# مونيكا فولف ماتيس
مونيكا وولف ماثيس (بالألمانية: Monika Wulf-Mathies )‏ (و. 1942  م) هي سياسية، ونقابية ألمانية، ولدت في فيرنيغيروده، هي عضوةٌ الحزب الديمقراطي الاجتماعي الألماني.

## مناصب
تولت منصب المفوض الأوروبي للسياسة الإقليمية ‏ (1995–1999).

## روابط خارجية
- مونيكا فولف ماتيس على موقع مونزينجر (الألمانية)